# Nickelsdorf (Crossen an der Elster)
Nickelsdorf ist ein Weiler von Crossen an der Elster im Saale-Holzland-Kreis in Thüringen.

## Geografie
Nickelsdorf liegt auf einem westlich geneigten Plateau an einem Hang zur Elsteraue. Gegenüber liegt Crossen. Die höher liegende Fläche grenzt an sachsen-anhaltisches Gebiet und ist überwiegend mit Wald umgeben. Mit einer Ortsverbindungsstraße ist die Siedlung mit Crossen an der Elster verbunden und hat von da Anschluss an das Umland.

## Geschichte
Am 4. April 1109 wurde Nickelsdorf urkundlich erstmals erwähnt.
Der Weiler entstand wohl nach der Ansiedlung des Rittergutes zur Bewirtschaftung der gerodeten Flächen.
Bis 1792 gehörte der Ort zum kursächsischen Amt Haynsburg.

## Wallburg und Burgstall Nickelsburg auf dem Mühlberg mit LSG Mühlberg
Zwischen Nickelsdorf und Crossen befindet sich – nordwestlich von Tauchlitz – in einer Schleife der Elster der 270 m hohe Mühlberg. Die Straße von Nickelsdorf nach Crossen tangiert die Nordflanke des Bergrückens. Ein Weg von Nickelsdorf nach Crossen umfährt diesen Berg in einer Kurve. Auf dem Berg befand sich in der Bronzezeit eine Wallburg und seit der frühdeutschen Besiedlungsphase bis um 1000–1150 die frühdeutsche Nickelsburg. Die frühmittelalterliche Nickelsburg stand in Beziehung zur Crossener Burg.
Die Anlage befindet sich auf dem nach Westen vorspringenden spornartigem Bergteil und weist zwei parallele Abschnittswälle in Nord-Süd-Richtung sowie einen flankierenden dritten Wall auf. Ein vierter Wall weiter östlich, der also ein größeres Areal einschloss, ist erahnbar im Laserscan-Bild, sonst nicht sichtbar, und wird der Jungsteinzeit zugeschrieben. 1935 und 1936 machte Paul Grimm dort Ausgrabungen, wobei neben früh- und hochmittelalterlichen Funden auch jungsteinzeitliche Artefakte aus Keramik und aus Feuerstein gefunden wurden.
Der Mühlberg war schon in der DDR-Zeit als Landschaftsschutzgebiet ausgewiesen. Auf dem spornartigen Westteil des Mühlbergs, direkt an den Wällen der Nickelsburg, befindet sich ein Denkmal für die Schriftstellerin Elisabeth von Heyking, eine Enkeling des Romantikers Achim von Arnim, die vor dem Ersten Weltkrieg im Crossener Schloss wohnte und bekannt wurde durch ihr Buch Briefe, die ihn nicht erreichten.

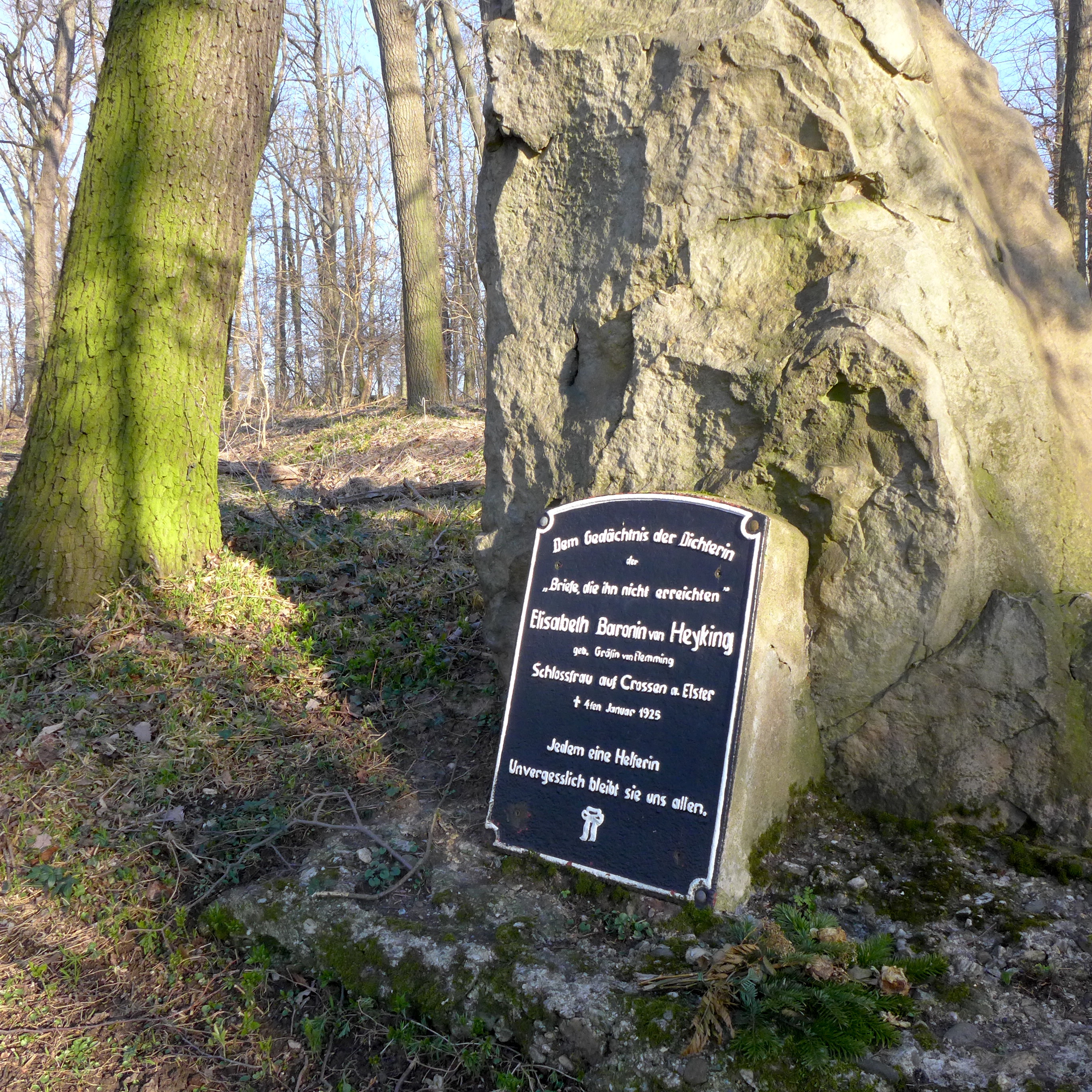
Gedenktafel von 1934 auf dem Mühlberg

Der aus Richtung Nickelsdorf kommende Lehrpfad/Wanderweg führt bis zu den Wällen und Gräben der Nickelsburg. Hier befinden sich mehrere Infotafeln zu der Wallburg, zu einem Heimatforscher und zu Elisabeth von Heyking. Es wurden ein historischer Mühlstein hier als Tisch und zusätzliche Bänke aufgestellt. An der Wallanlage führt der Wanderweg steil hangabwärts am Westhang des Berges entlang nach Tauchlitz.
Steinbauten/ -mauern hat die Nickelsburg nie besessen, wie eine der Infotafeln hier mitteilt (Stand 2025).

## Heimatpflege
Die Landwirtschaft prägte und prägt das Land. Deshalb wurde nach der Wende im Anwesen des Rittergutes der Verein Ländliche Kerne e.V. zur Förderung der Entwicklung des ländlichen Raumes stationiert. Ein Jugendgästehaus wurde eingerichtet. Ziele des Vereins sind:
- Kultur und Tradition bewahren und pflegen
- ökologisches Denken und Handeln fördern
- Arbeitsplätze schaffen und viele andere mehr
- Natur, Sport und Gastronomie vereinen

## Sehenswürdigkeiten
- Rittergutskomplex. Ein Flügel ist ein eingeschossiger Renaissancebau mit Satteldach.  Er weist auch eine historische Inschrift zum Erbauer auf.
- heimatkundlich/naturkundlicher Lehrpfad mit Infotafeln und Sitzbänken/Tisch am oberen Hangende des Mühlberges bis zur Nickelsburg verlaufend. Der Pfad beginnt am Nordhang des Mühlberges wenige hundert Meter von Nickelsdorf entfernt an der Straße nach Crossen.